# 维多利亚女王时代四名人传
《维多利亚女王时代四名人传》（英語：Eminent Victorians）是利顿·斯特雷奇 （布卢姆茨伯里派的创始成员之一）所著的一本传记，于 1918 年首次出版，包括维多利亚时代四位主要人物的传记。这本书因斯特雷奇对这三名男子和一名女子的不敬和机智而著称，在此之前他们一直被视为英雄：曼宁枢机主教、弗洛伦丝·南丁格尔、托马斯·阿诺德和查理·戈登将军。虽然南丁格尔实际上受到了赞扬，她的声誉也得到了提升，但该书以不太讨人喜欢的方式展示了其他主题，例如，曼宁枢机对纽曼枢机主教的阴谋。
这本书使斯特雷奇声名鹊起，并使他稳居传记作家的最高地位。

## 背景
1912年，斯特雷奇提出了“维多利亚女王时代名人传”的想法，当时他靠偶尔发点新闻，以及为布卢姆茨伯里派的朋友业余写点戏剧和诗歌为生。他去了东伊尔斯利（East Ilsley）的乡下，开始写一本书，当时叫《维多利亚剪影》（Victorian Silhouettes），里面有十二位维多利亚时代名人的微型传记。1912年11月，他写信给弗吉尼亚·伍尔夫，说他们的维多利亚时代前辈“在我看来是一群口误的伪君子”。在对曼宁枢机主教的生活进行研究后，他意识到自己很难写好十二个人。第二年，他搬到了威尔特郡，在那里一直住到1915年，那时他已经完成了这本书的一半。 他考虑了以后又放弃的主题之一是伊莎贝拉·比顿（Isabella Beeton）。他选择不写她，因为他找不到足够的相关材料。
那时是第一次世界大战期间，斯特雷奇的反战和反征兵活动占用了他的时间。他坚定了自己的观点，并得出结论，维多利亚时代的名人不仅是伪君子，而且给他这一代人留下了“极其邪恶”的制度，“通过这种制度，人们试图通过武力解决国际争端”。
到1917年，这部作品准备出版，斯特雷奇与杰弗里·惠特沃思（Geoffrey Whitworth）在温都斯书局（Chatto&Windus）取得联系。评论家弗兰克·阿瑟·斯温纳顿（Frank Arthur Swinnerton）对这部作品很感兴趣。这本书于1918年5月9日出版，获得了几乎一致的好评。

## 摘要
每个人的生活都与其他人非常不同，尽管有共同的线索，例如，威廉·格莱斯顿和阿瑟·休·克劳夫（Arthur Hugh Clough）反复出现。每个故事都拥有特定的背景。
在曼宁枢机主教的故事中，背景是牛津运动的兴起，英国圣公会一批有影响力的神职人员集体叛逃到天主教会。书中深入解释了运动及其主角，特别是曼宁与若望·亨利·紐曼的敌对关系。斯特雷奇对曼宁试图阻止纽曼成为枢机主教的暗中操纵持批评态度。
弗洛伦斯·南丁格尔故事的背景特征是英国陆军部的阴谋，以及军方和政客的迟钝。受西格蒙德·弗洛伊德的影响，斯特雷奇将弗洛伦斯·南丁格尔描绘成一个热情、有冲劲的女性，她的成就让人无法忍受，也令人钦佩。
阿诺德博士被誉为建立公学体系的典范。斯特雷奇将其描述为一种基于教堂和古典的教育，一个维持秩序的行政体系。他指出，对体育的痴迷并不是阿诺德造成的，但他明确表示，阿诺德忽视科学是错误的。尽管阿诺德在当时备受尊敬，但斯特雷奇认为，回想起来，他的做法极具破坏性。斯特雷奇还嘲笑阿诺德为提高公众道德水平所做的努力，例如他不成功的周报。
戈登的故事是一个特立独行的士兵和冒险家的故事，他最初在中国的军事成就会被遗忘。他是一名雇佣军，代表各种可疑的政府卷入冲突，但他的大部分经历是在苏丹。最后一场灾难是，埃及对苏丹的占领，几乎被原教旨主义反叛分子完全推翻，需要有人来挽救喀土穆的局势。这项工作落到了戈登身上，他的本能是什么都不做，只能撤退，于是他陷入了一场围攻。英国政府陷入了一个几乎不可能的困境， 当他们最终派出的一支救援远征队到达时，已经晚了两天。斯特雷奇根据戈登的日记和信件，讲述了一个几乎与世界格格不入的坚强个体的故事。

## 评价
1918年5月21日，伯特兰·罗素从布里克斯顿监狱（Brixton Prison）写信给格拉迪斯·林德（Gladys Rinder），他因反战运动正在被监禁：
这是辉煌的，美味的，精致的文明。我和戈登一样喜欢，这对我来说都是新鲜事。我看书时经常在牢房里大声大笑。狱警来到我的牢房，提醒我监狱是一个惩罚的地方。 
斯特雷奇死后不久，美国评论家埃德蒙·威尔逊（Edmund Wilson）在1932年9月21日的《新共和》杂志上写道：“当然，利顿·斯特雷奇的主要任务是彻底消除维多利亚时代的道德优越感……自从《维多利亚女王时代四名人传》出现以来，无论是美国人还是英国人，都无法对主宰他们过去的传奇故事能够感觉到完全一样。有些东西被永远戳破了。”

## 意义
随着《维多利亚女王时代四名人传》的出版，利顿·斯特雷奇为维多利亚时代注入气息，供后人阅读。直到那时，正如斯特雷奇在前言中所说的那样，维多利亚时代的传记“就像殡仪馆的‘理发师’一样熟悉，带着同样的缓慢、葬礼般的野蛮气息。”斯特雷奇打破了“两卷厚厚的……未消化的材料”的传统，将目标对准了四位受人尊敬的人物。
英国工党政治家韩素利写道：“利顿·斯特雷奇优雅而充满活力的人物暗杀行为，永远摧毁了维多利亚时代道德至上的自命不凡。”

## 延伸阅读
- Dirda, Michael. . Australian Financial Review. 2018-02-15  [2021-08-29]. （原始内容存档于2023-03-28） （英语）.